# 臨港パーク
臨港パーク（りんこうパーク）は、神奈川県横浜市西区みなとみらい一丁目にある公園（港湾緑地）。

## 概要
- 敷地面積：78,967m2
- 入園料無料
- 24時間開放

みなとみらい地区で最大の面積を誇る公園である。同地区（中央地区）の東端（19街区）に位置しており、文字通りに横浜港を臨む、パシフィコ横浜（展示場、当公園と歩行者デッキで接続）裏手の海岸線に広がっている。園内には潮入りの池や多くの樹木などが配されており、都会のオアシスともいえる。また、ドラマや映画の撮影地としても有名である（後節参照）。
2011年3月11日の東日本大震災（東北地方太平洋沖地震）の影響により被害を受けたため、同年4月27日まで閉鎖され翌28日から一部開放となった。なお、災害等の非常時における飲料水の確保を目的として、当の地下には容量約700トンの耐震型循環式地下貯水槽を設けている（みなとみらい地区全体では約4,500トンとなる）。
同地区の重要な歩行者ネットワークを形成するペデストリアン軸の一つである「キング軸」は、新高島駅方面より園内の潮入りの池まで一直線に整備する計画となっている（詳細は「横浜みなとみらい21#ペデストリアン軸（歩行者動線）」を参照）。

## 主な施設
園内には以下の施設がある。
- レストハウス（ふれあいショップみなと）
- 横浜ティンバーワーフ（カフェ・レストランなどが入った3階建ての複合施設、2025年10月開業予定〈詳細は後述〉）
- 芝生広場
- 潮入りの池（2022年の再整備で芝生化されている、詳細は後述）
- 砂浜（上記の潮入りの池再整備で誕生〈詳細は後述〉、2025年度の完成を目指して先端部にも整備予定〈詳細は後述〉）
- アーチ橋
- 階段状護岸（延長約600m）

### 潮入りの池
潮入りの池は海水（潮）が流れ込み、干満による水位の変化が楽しめる池として整備され、前述の通り「キング軸」の終点にもあたる。横浜博覧会（1989年開催）の海のゲートの付属施設として整備されたもので、会期中には潮入りの池を挟むようにして沖に向かって2つの桟橋を設置し、遊覧船「あかいくつ号」・シーバス・マリーンルージュ・東京ブルーラインクルーズが発着していた。
なお、2008年9月の整備点検時より現状の設備では危険という判断から、池内への立ち入りは禁止されていた。また、池を囲んでいた立ち入り禁止を示すカラーコーンは見栄えが悪いことから、2014年2月〜3月に安全柵設置工事が実施されている。
水をくみ上げるポンプの故障以降、柵などにより池内の立ち入りが不可となっていたが、2020年には自然観察を行えるよう開放する方針で砂を埋めるなど再整備が行われた。この時点では普段見られる池はなくなったが、満潮時などには海水が流れ込む構造となっていた。しかし、2022年には後節の当公園先端部の整備などと関連して、再び潮入りの池の整備（改修工事、砂浜築造工や既存の池を完全に埋め立てた〈池埋戻工〉上で芝張工など含む）が行われ、これにより池のあった場所は芝生となったため満潮時などにも海水は流れ込まなくなり、半円状の池は完全に消滅した。
2022年の再整備後の様子

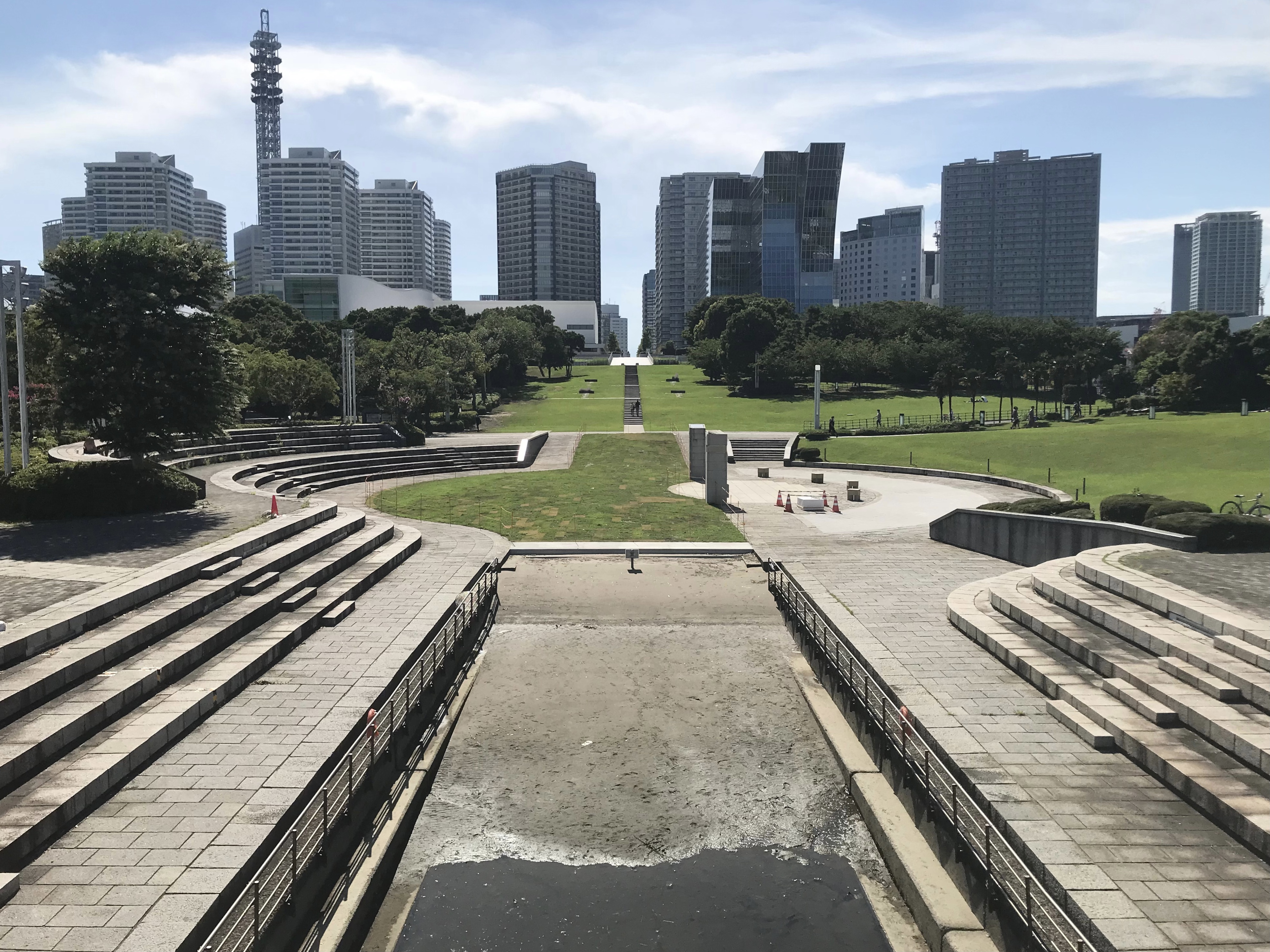
海側より撮影、既存の潮入りの池は完全に埋め立てられ芝生となり、手前の海側には砂浜が整備された[注 1] （2022年7月31日撮影）
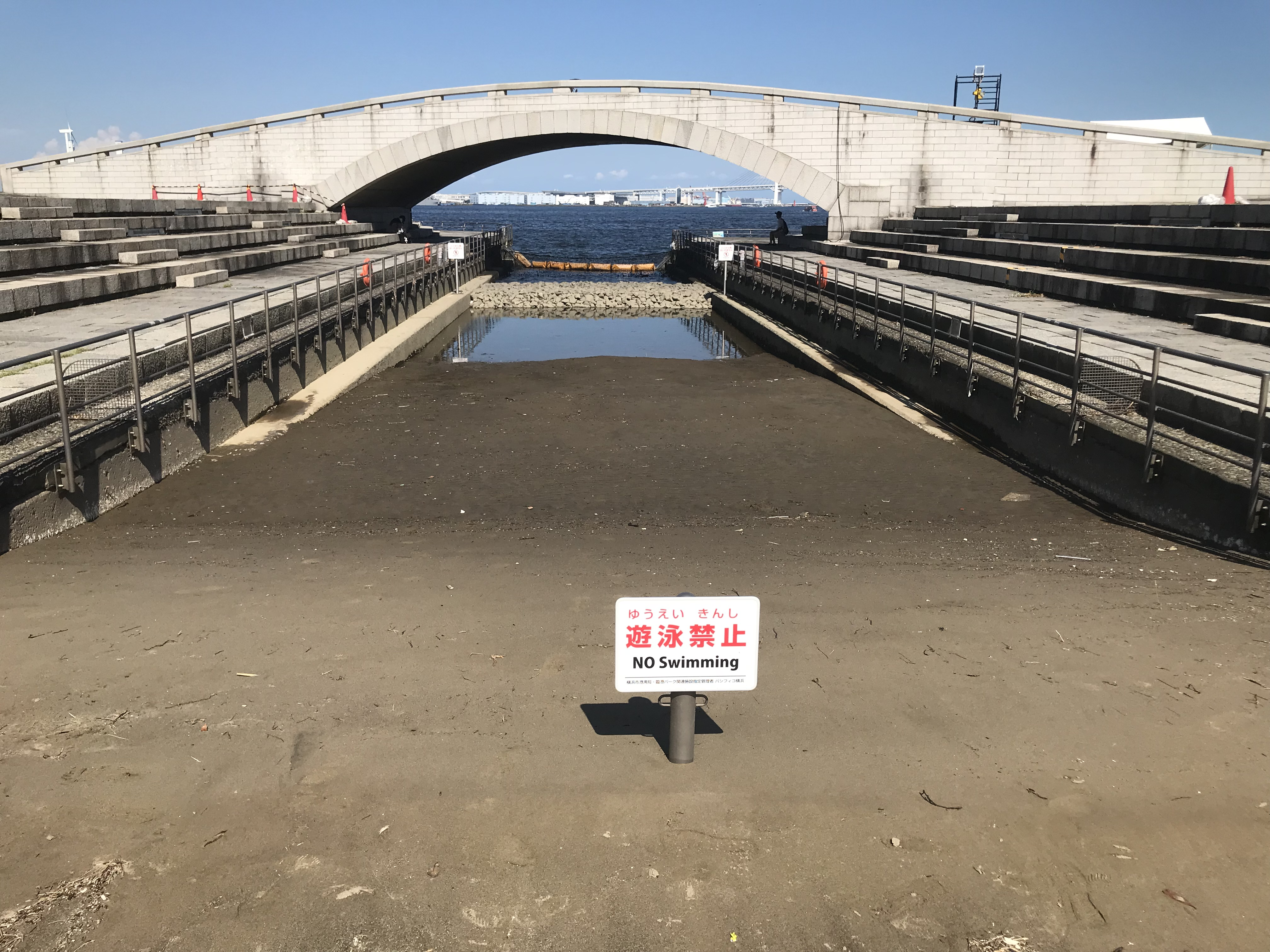
池跡の海側に整備された砂浜 ※遊泳禁止看板が設置されている （2022年7月31日撮影）
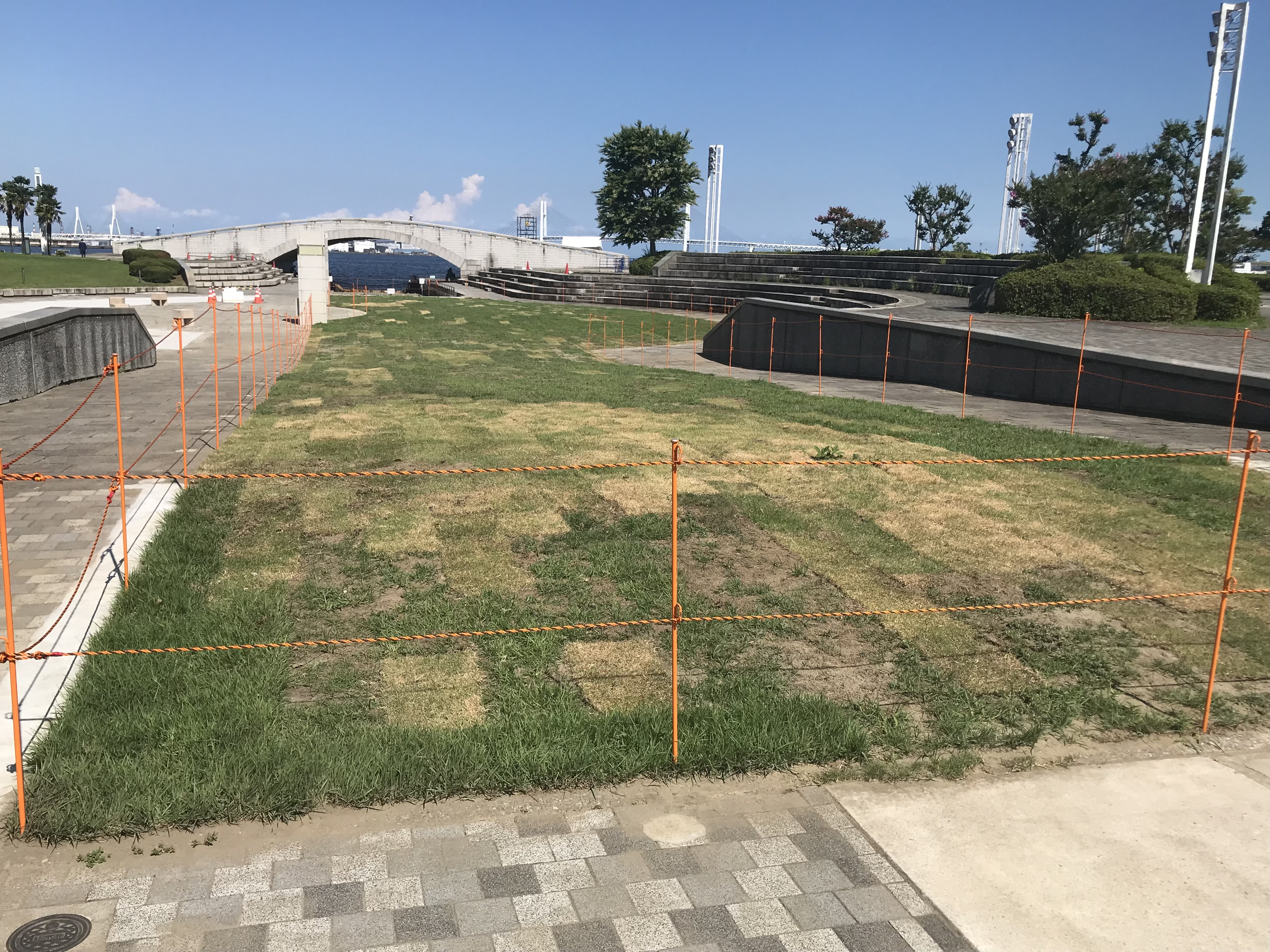
池跡に整備された芝生 （2022年7月31日撮影）

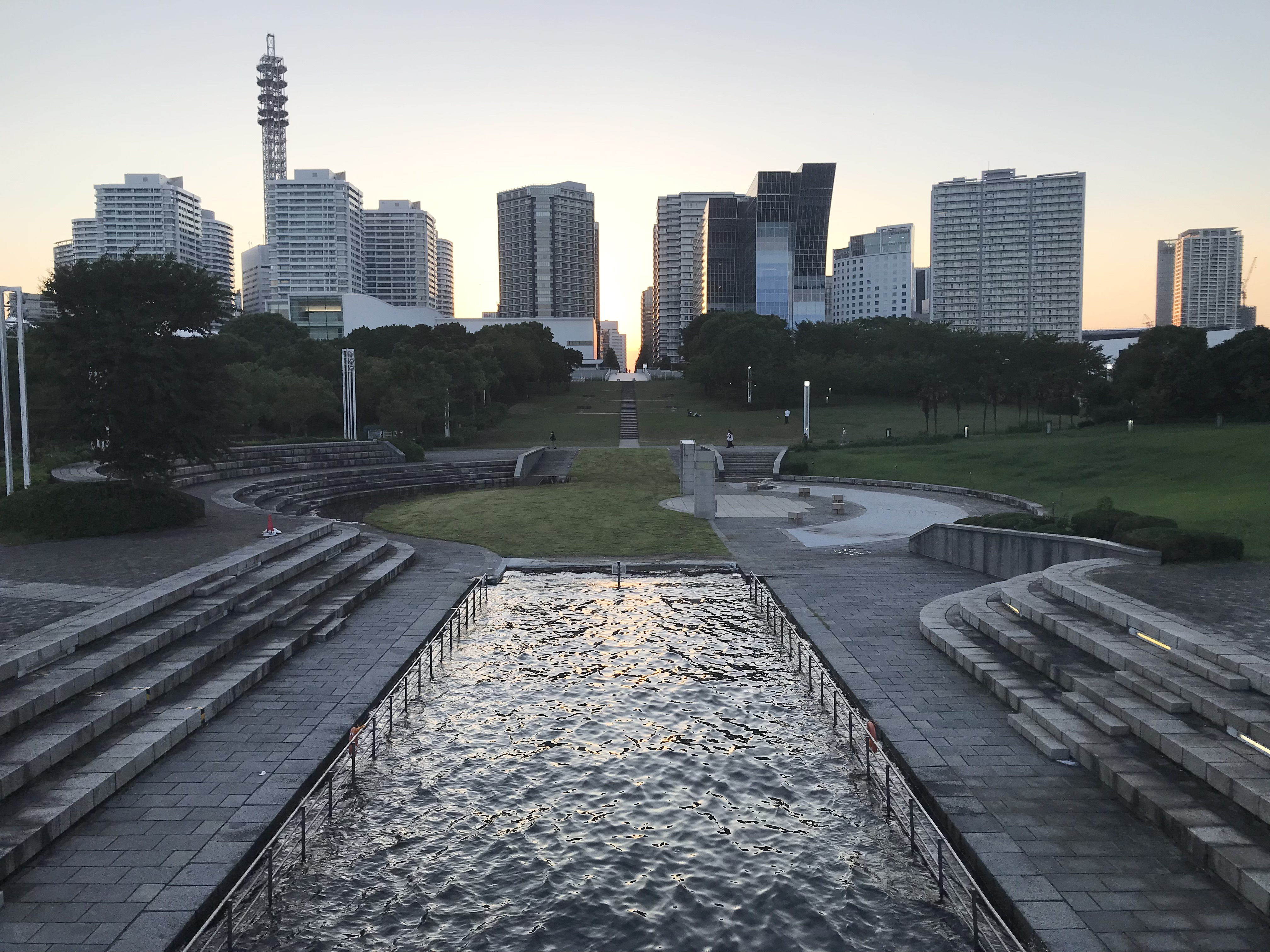
海側より満潮時の様子 （2022年9月26日撮影）
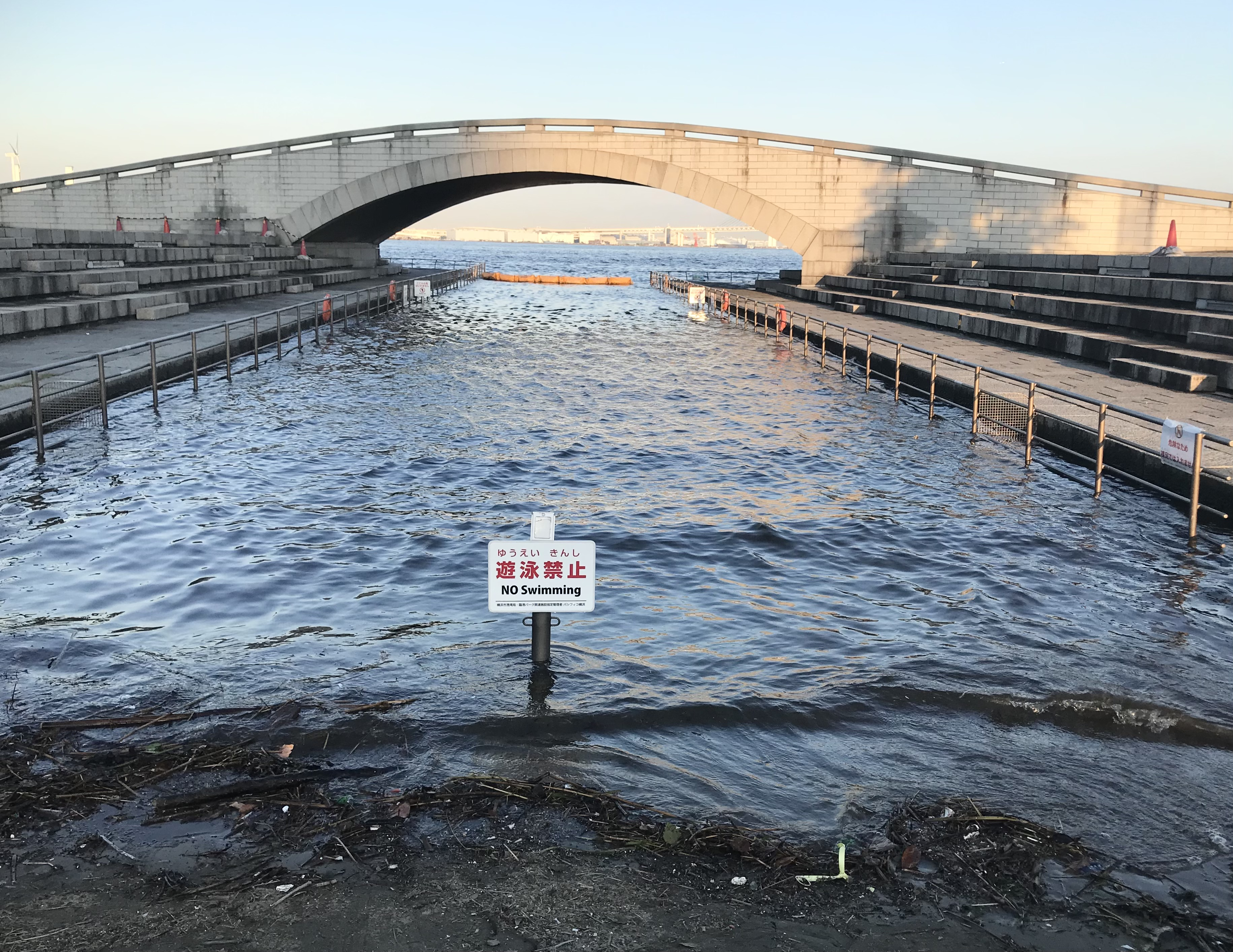
砂浜の満潮時の様子 （2022年9月26日撮影）

2020年の再整備後の様子

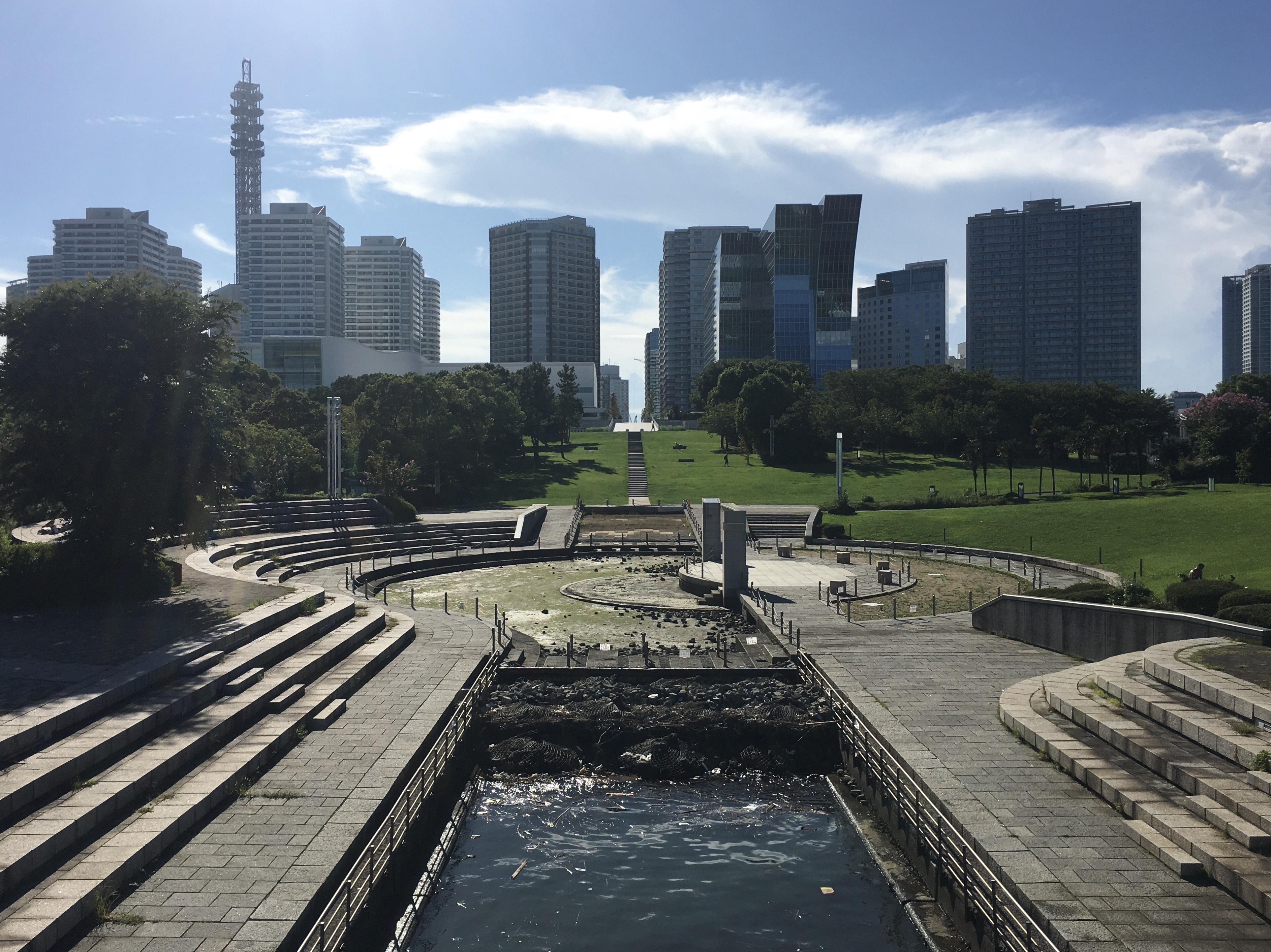
海側より撮影、奥方にキング軸が延びる（2020年9月4日撮影）
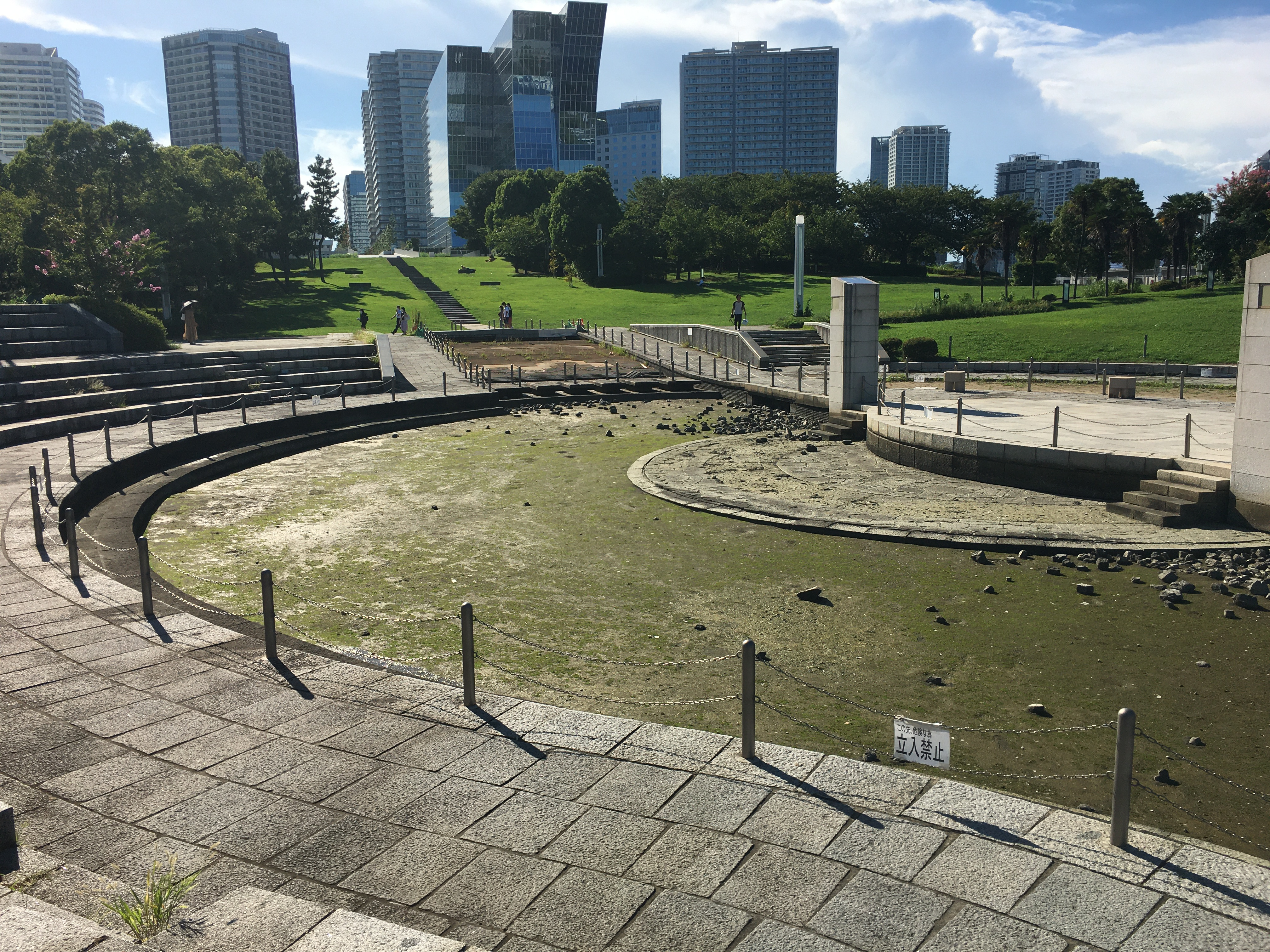
池は土砂で埋められている （2020年9月4日撮影）
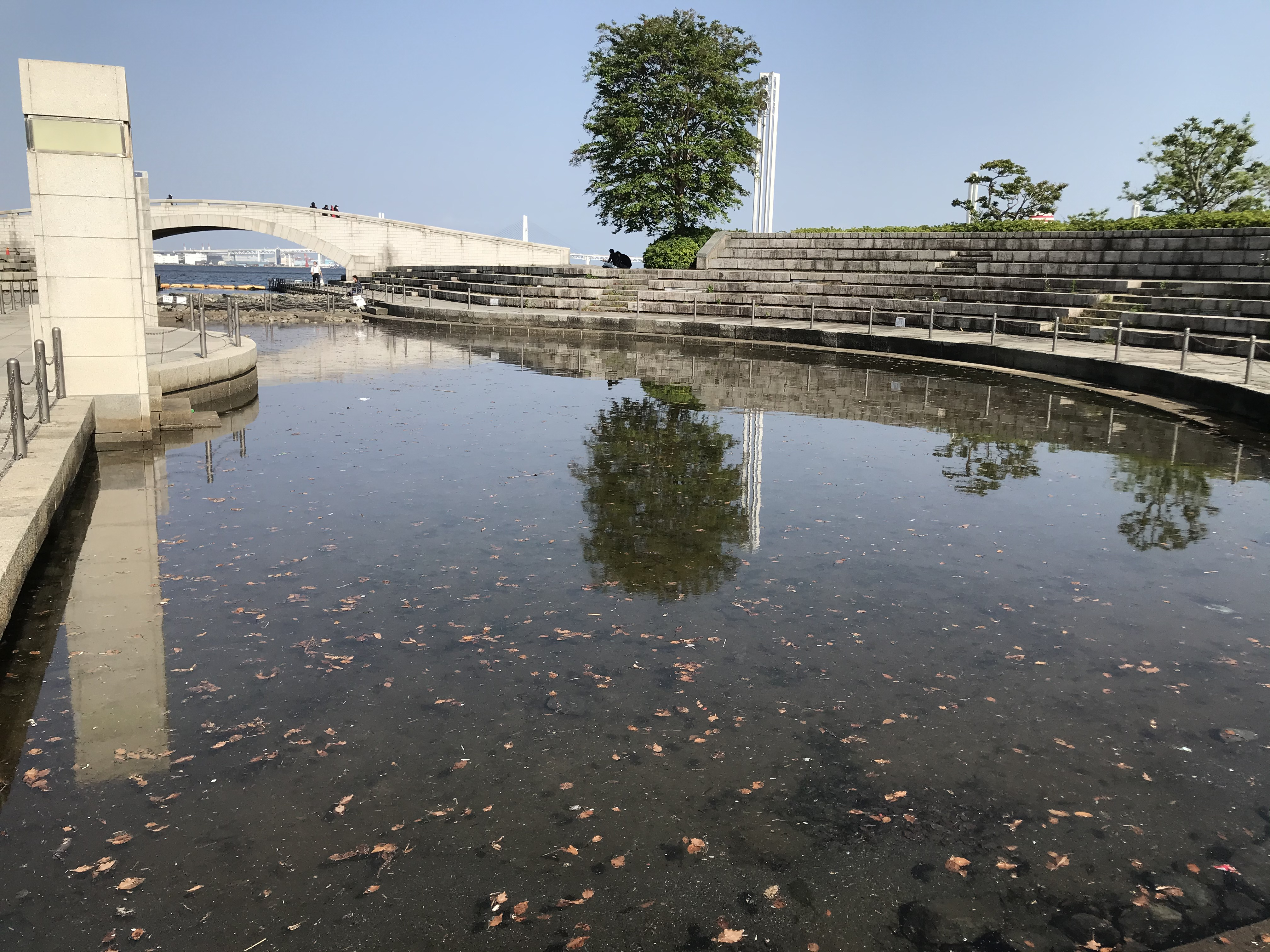
再整備後も満潮時などには潮が入っていた（2021年5月10日撮影）

2020年の再整備以前の様子

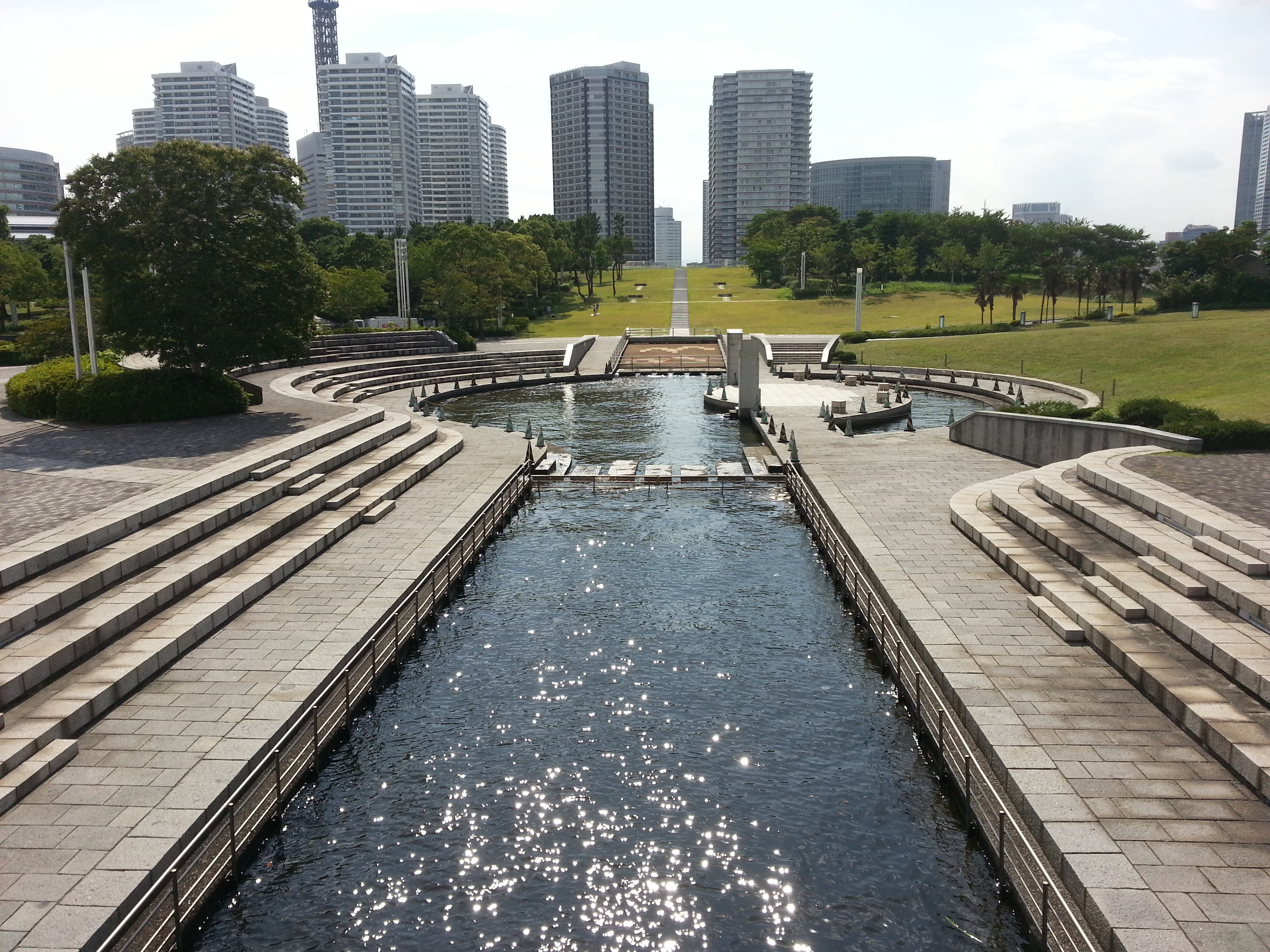
海側より撮影、奥方にキング軸が延びる（2013年7月19日撮影）
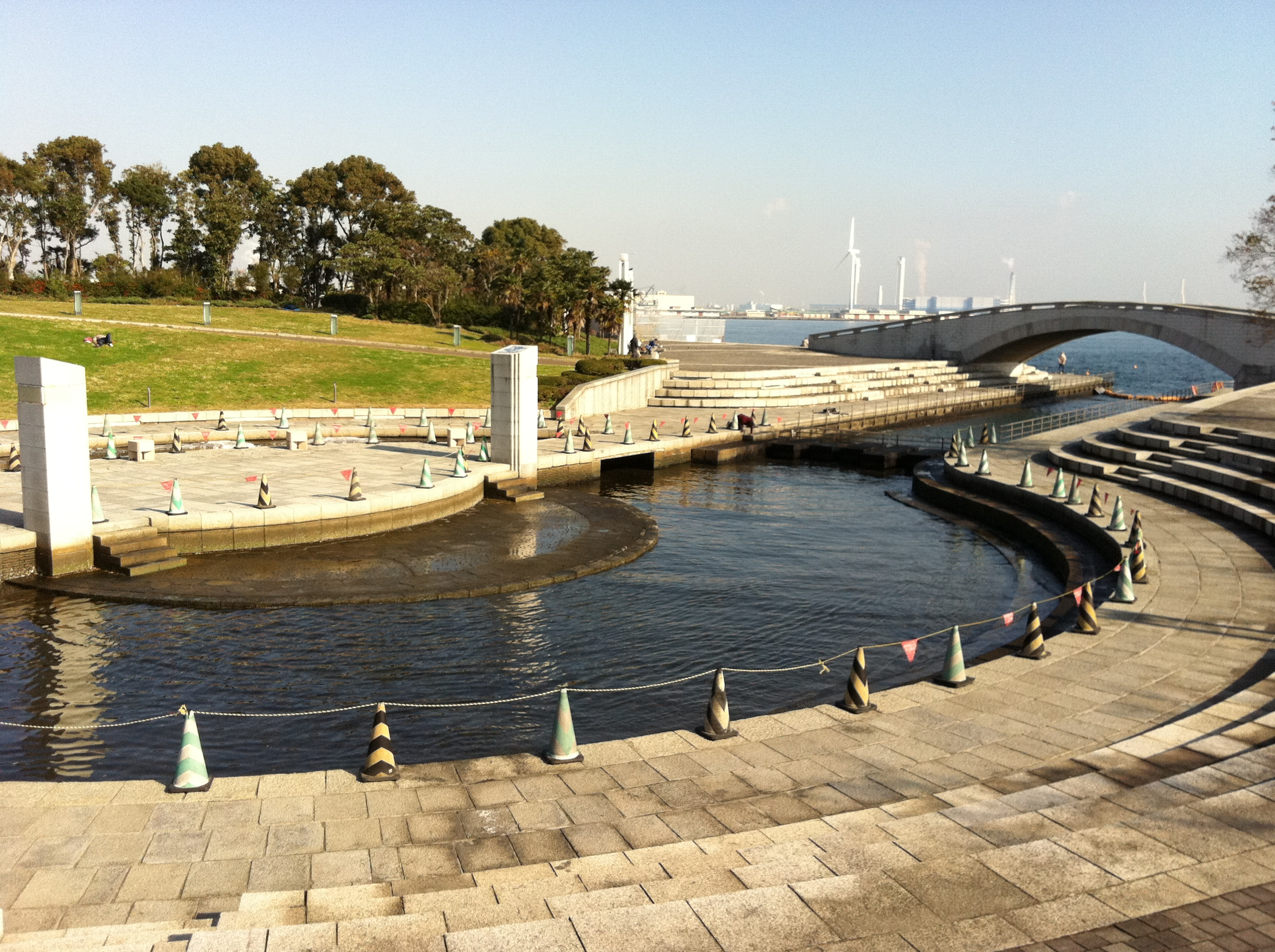
安全柵設置以前のため、コーンで囲われている（2011年12月15日撮影）
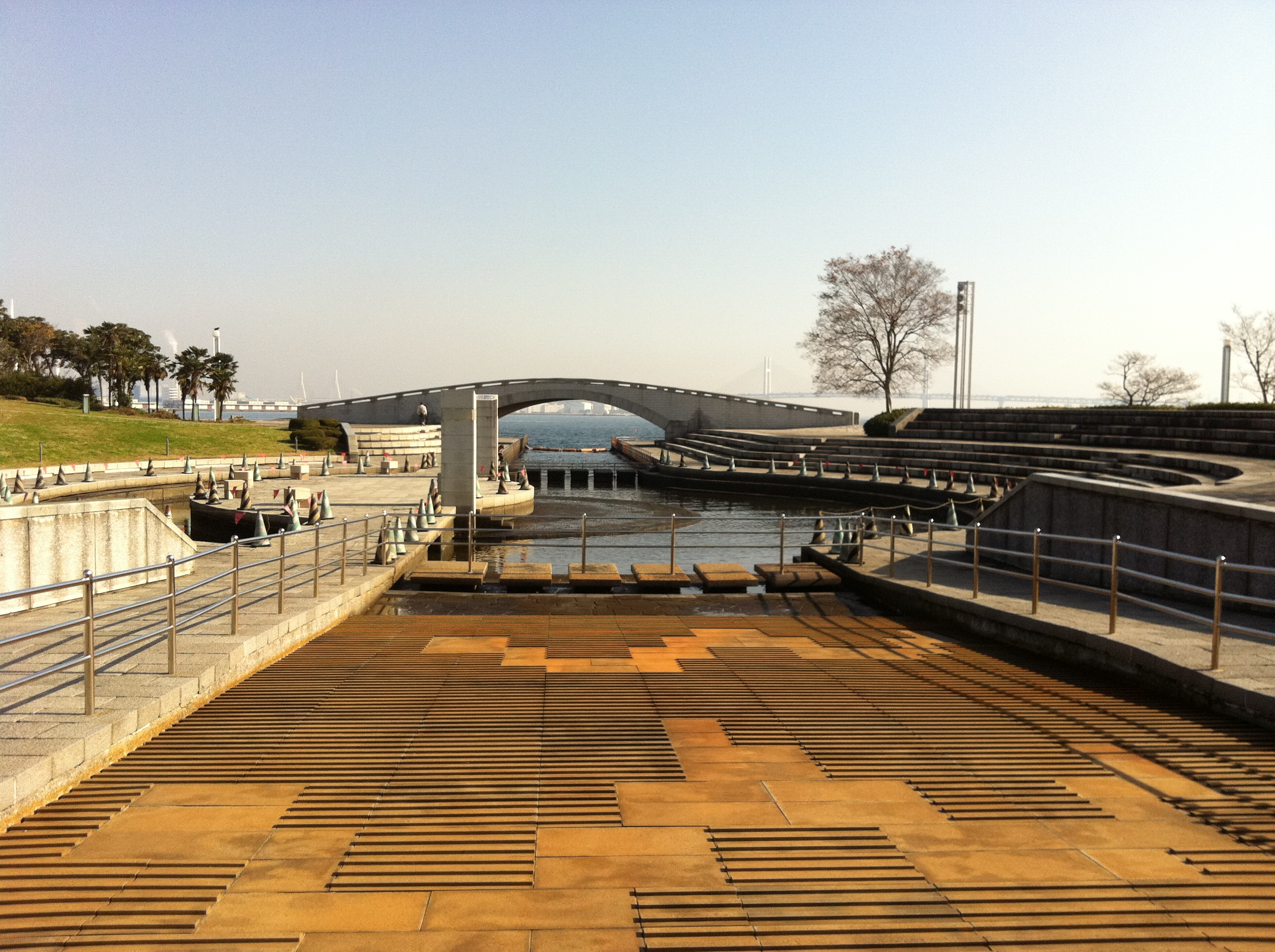
キング軸側より撮影、奥が海側 （2011年12月15日撮影）

## 主なアート作品・モニュメント
園内には以下のアート作品やモニュメントなどがある。
アート作品
- フルーツ・ツリー（作家：崔正化（英語版）/2001年制作） - 「横浜トリエンナーレ2001」出品作品（閉幕後、当公園内に移設）[12]。
- 歴史と未来への讃歌―虹空間 '95（作家：豊田豊/1995年制作） - 日本ブラジル修好100年記念作品、サンパウロにも設置[13]。

モニュメント
- 日本人ペルー移住100周年記念像「リマちゃんと握手」（1999年設置）[14][15]

## 主なイベント
- 横浜開港祭（6月上旬、当公園がメイン会場〈花火あり〉）
- 神奈川新聞花火大会（8月、当公園前面海上で開催〈※2016年開催をもって休止〉）
- みなとみらいスマートフェスティバル（夏季、2018年より当公園および耐震バースで開催〈花火あり〉、神奈川新聞社を始め地元企業等による）
- みなとみらい大盆踊り（8月）
- レッドブル・クラッシュドアイス横浜（2018年12月7日・8日にアジア初開催として当公園内に氷のコースを造り開催、さらに2020年2月にも「レッドブル・アイスクロス横浜 2020」として開催）

## 主な撮影
- ビーロボカブタック 第39話「カエル忍法冬眠の術」
- たったひとつの恋
- 鉄板少女アカネ!!
- 喰いタン
- 海猿
- エースをねらえ!
- 映画「バジーノイズ」

## アクセス
- みなとみらい線みなとみらい駅から徒歩5分、新高島駅から徒歩10分
- JR桜木町駅から徒歩15分

## 園内の整備事業
潮入りの池の整備も度々行われているが、詳細については「#潮入りの池」を参照のこと。また、以下の臨港パーク先端部やパシフィコ横浜との接続デッキ、カフェ・レクリエーション拠点の整備はいずれも2025年度の完成を目指して進められている。

### キング軸関連の整備
2012年度には公園北側入り口周辺の整備と潮入りの池から20街区方面に向かって階段を設けるなど園内のキング軸関連の整備が行われた。その後、20街区には新展示場（MICE施設）の「パシフィコ横浜ノース」などが建設され、2020年4月に施設の開業およびキング軸の一部として当公園との接続デッキが開通している。

### 臨港パーク先端部の整備
2013年度には公園の北東端に位置する先端部未整備箇所（現状は仮設護岸で、埋立約0.5ha含む約1.3haが未竣工）で現在は立入禁止となっている区域（2-2-3工区）の供用に向けて、この区域を囲む護岸の補修（強化）工事が行われる予定であったが、延期となった模様で、代わりに潮入りの池より南側の護岸補修工事（護岸嵩上げ）および潮入りの池の安全柵設置工事が行われている。
その後、しばらく動きがなかったが、2021年度の市予算案では先端部未整備箇所（約1.3ha）の整備を埋立事業会計で実施することが記載されており、さらに同年度の市港湾局予算概要では、当公園の拡張部となる緑地や親水護岸（沿岸の緩やかな曲線部）のほかに桟橋、人工海浜（砂浜のほか、藻場・浅場・岩場も整備）、展望ゾーン（親水護岸の先端部）などを整備する計画が示されている（仮称：臨港パーク先端部整備工事、この時点では同年度着手予定）。
また、同年7月には整備についての意見募集が行われ、その中で2023年度の供用開始を目指すことが記載されていた。同年9月に公表された意見募集の回答結果（回答数：2,240件）では、新たな観光スポットの形成について「砂浜」（人工海浜）が約6割、「ウッドデッキ」が約4割を占め、新たな交流やライフスタイルのための施設について「スケートボードパーク」が約6割を占めており、この結果を踏まえて規模・配置など整備や管理運営方法について検討を進め整備計画を策定する方針である。
当初の予定より工期が遅れているが、2023年度より護岸の整備が本格的に着工しており、2024年度からは人工海浜などの整備にも着手し、その後に藻場・浅場や桟橋、緑地、管理棟などの整備も行い2025年度に完成・供用予定である。

### パシフィコ横浜との接続デッキ整備
2021年度の同予算概要では当公園とパシフィコ横浜を接続する現状のデッキ（仮設構造）の代わりに、幅員を広くした本設デッキ（3橋）を整備することも記載されており（仮称：臨港パーク接続橋梁整備工事、こちらもこの時点では同年度着手予定）、先端部の整備と同じく2023年度の供用開始を目指していた。
こちらも当初の予定より工期が遅れているが、2025年度に完成・供用予定である。
なお、未整備区域は前述の「2-2-3工区」（先端部）のほかにも、20街区手前のスペースより続きパシフィコ横浜の展示場デッキ部との一体利用を想定している「展示場隣接部」が残されているが、本設デッキ整備との関連は不明である。

### カフェ・レクリエーション拠点の整備
横浜市ではパシフィコ横浜ノースの開業を機に、当公園における様々な機能の整備（アフターコンベンションや被災時拠点として機能の充実、「公共空間活用提案モデル事業」としてカフェ・レクリエーション拠点の整備）も進めていく方針である。
2019年12月にカフェ・レクリエーション等の拠点の整備・運営事業者が決定（この時点での事業者は伊佐建設とスプリングハズカム合同会社の共同事業体）。その後、事業者の追加（DRAFTが加わり代表事業者として設計・施工や建物の所有・管理、企画なども担当）と建築デザインの変更（鉄骨の耐火被覆に木材を使用した木質ハイブリッド構法によりダイヤ状に組み合わせたデザインを採用）、数回の着工延期もあったが、「臨港パークプロジェクト」として2024年3月に着工し、カフェ・ベーカリーやレストラン（野外レクリエーション支援機能：ランナーなどが利用できる手荷物預け入れ・着替えスペース・ラウンジも提供）・ウエディング施設などからなる3階建ての複合施設「横浜ティンバーワーフ」(YOKOHAMA TIMBER WHARF) が2025年5月に完成、同年10月の開業を予定している。

### 整備関連のギャラリー

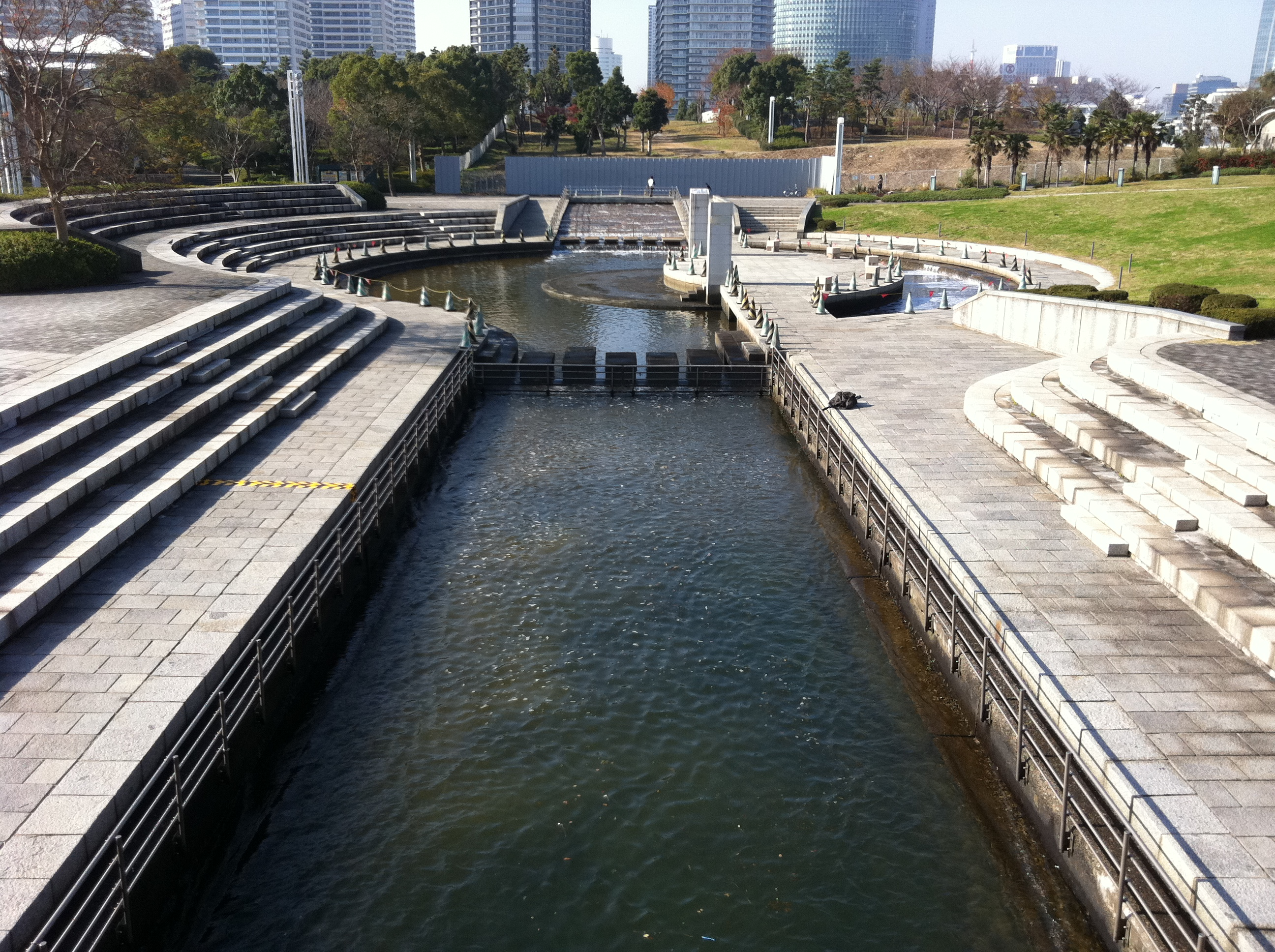
階段整備前（2011年12月15日撮影）、奥に見える柵の向こうに階段が整備された
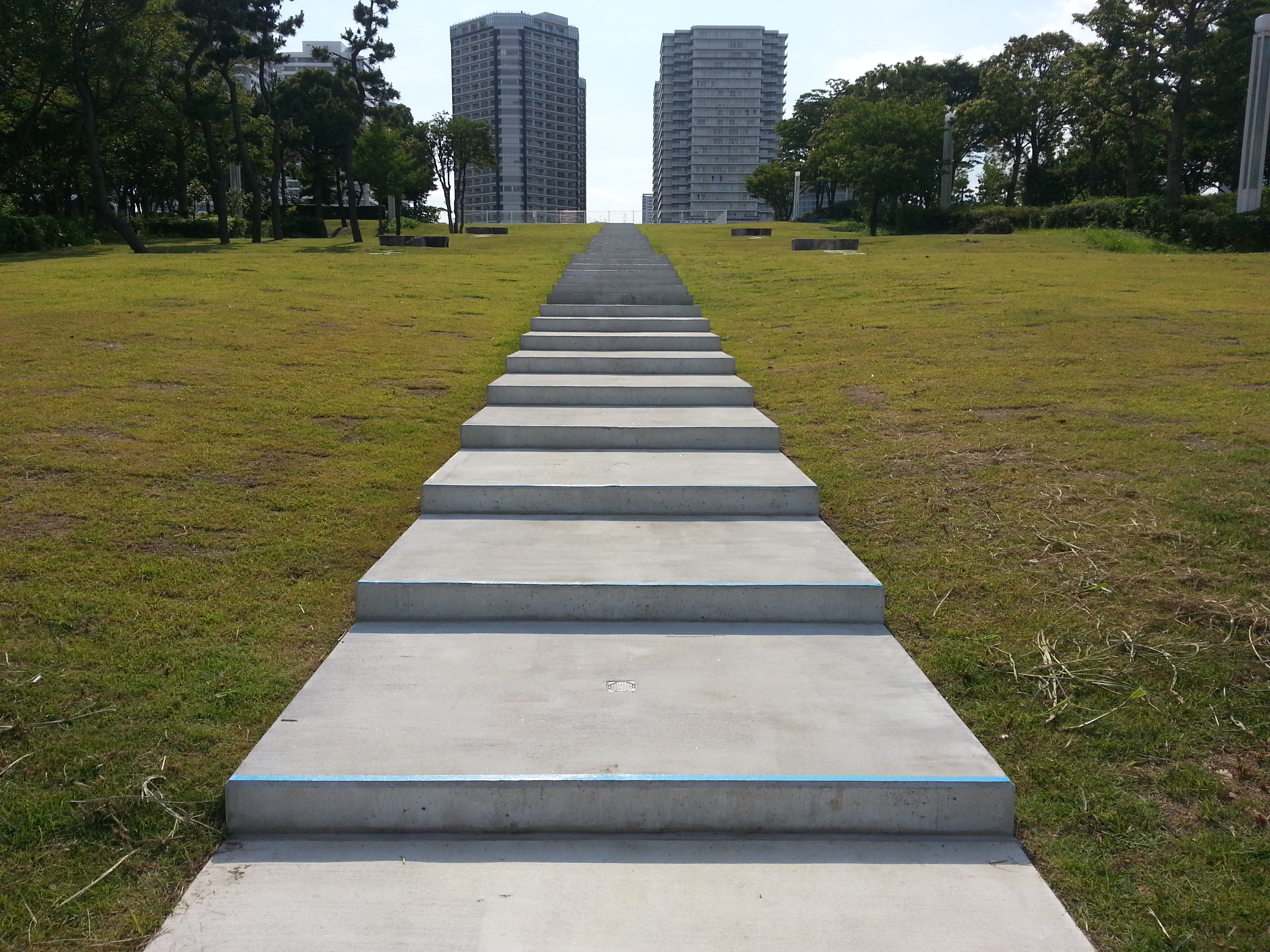
整備された階段（20街区方面） （2013年7月19日撮影）
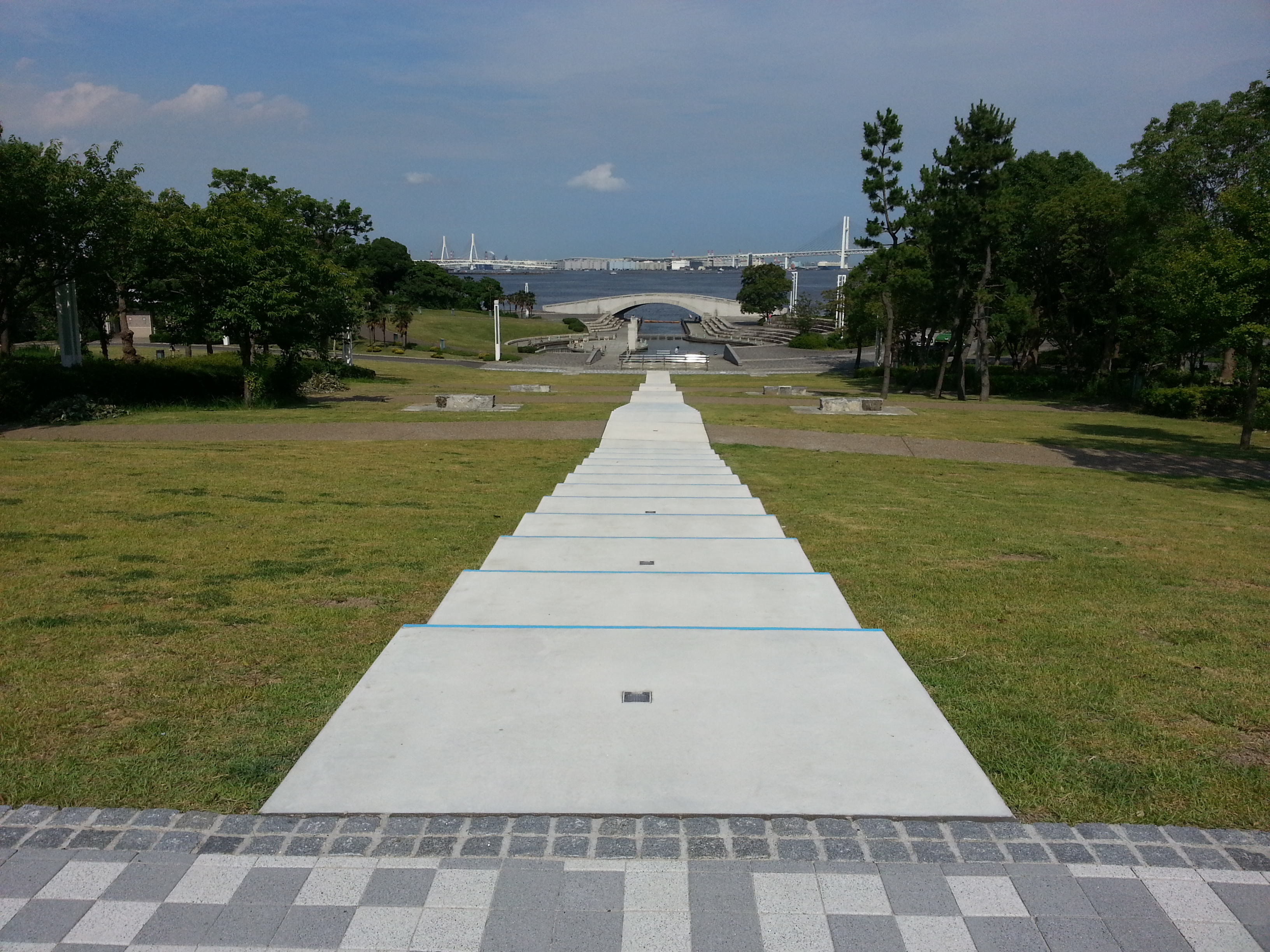
同じ階段の下り（潮入りの池方面） （2013年7月19日撮影）
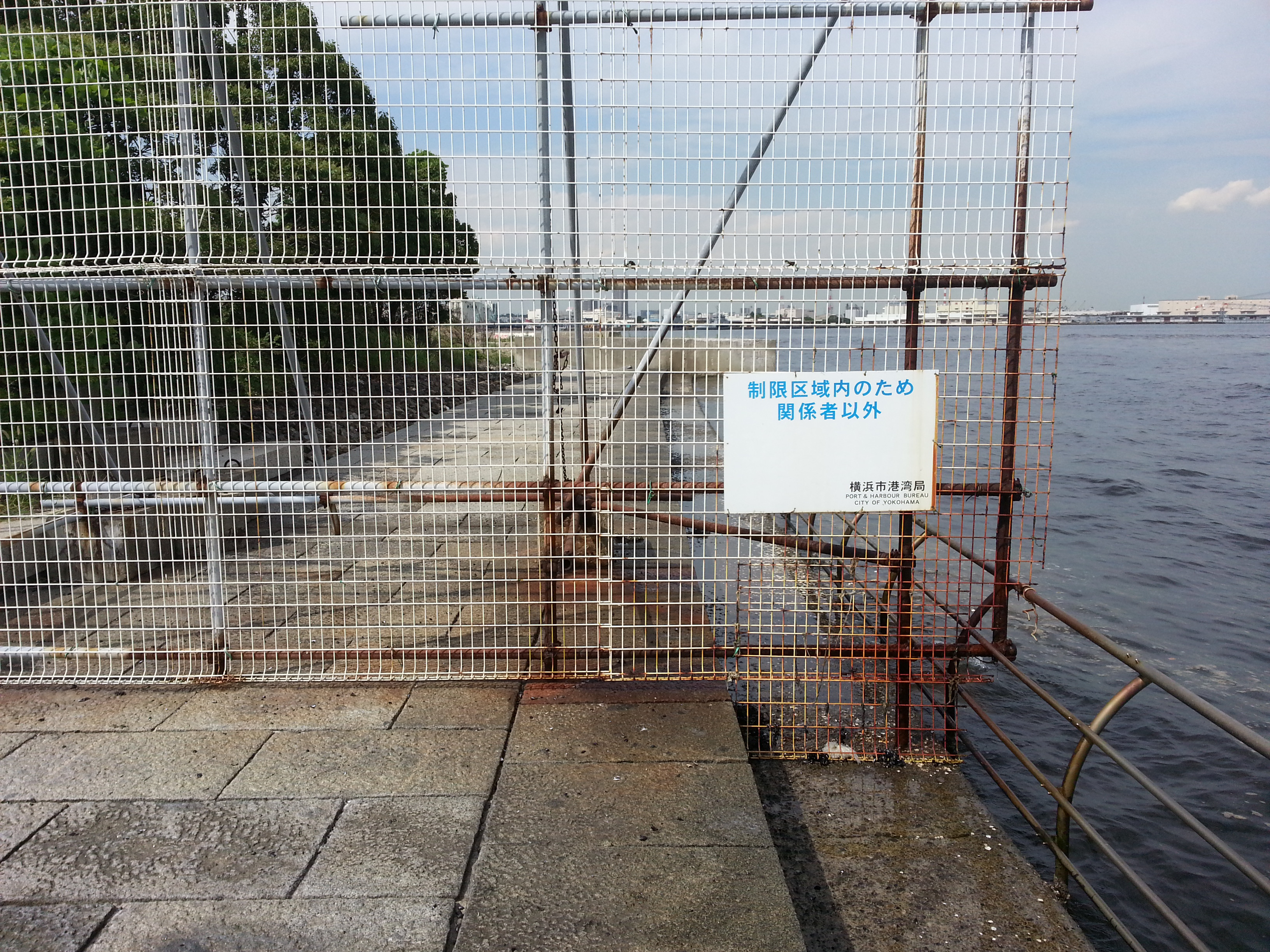
先端部（北東端）の未整備箇所 （2013年7月19日撮影）
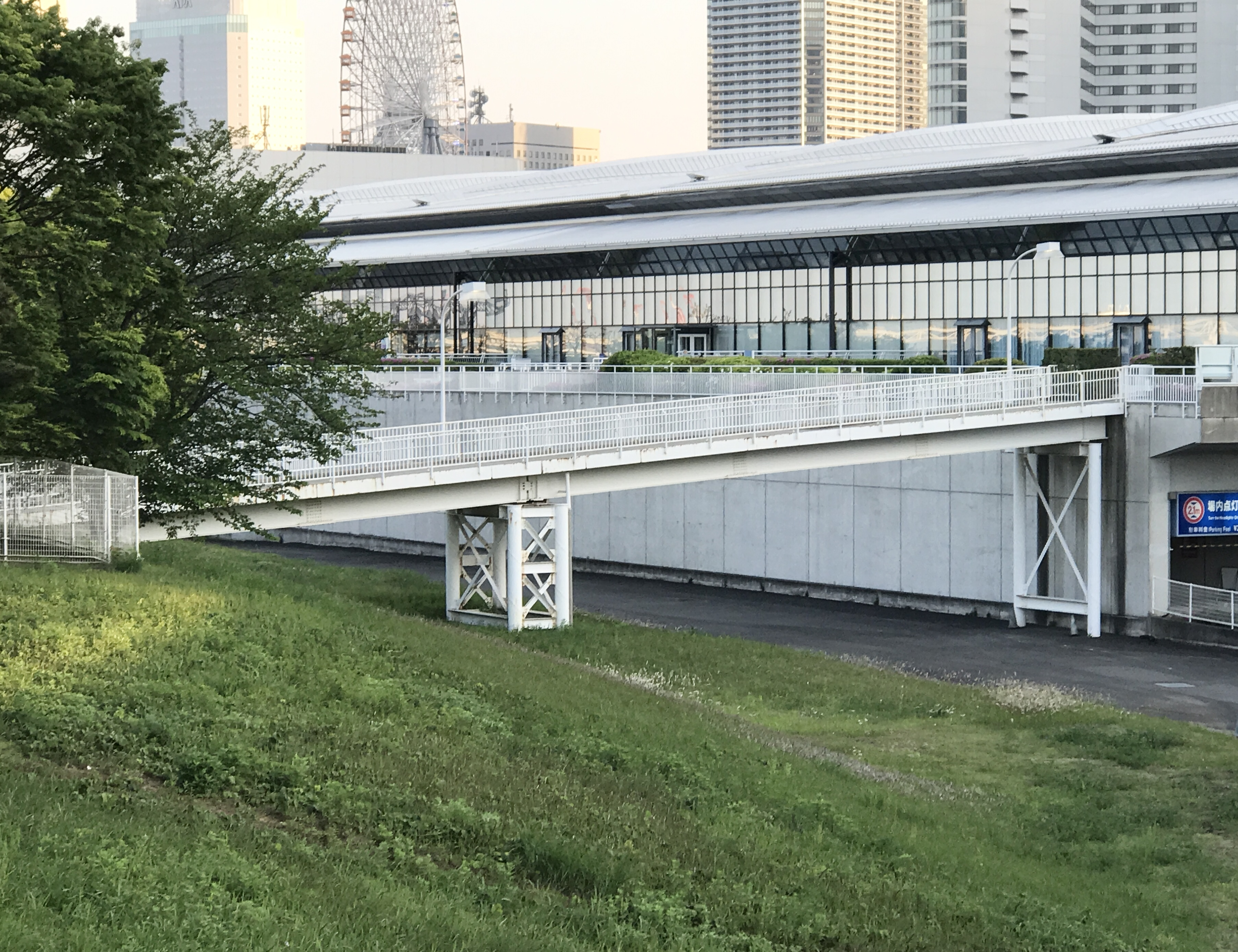
パシフィコ横浜と接続する仮設構造のデッキ（2021年4月21日撮影）
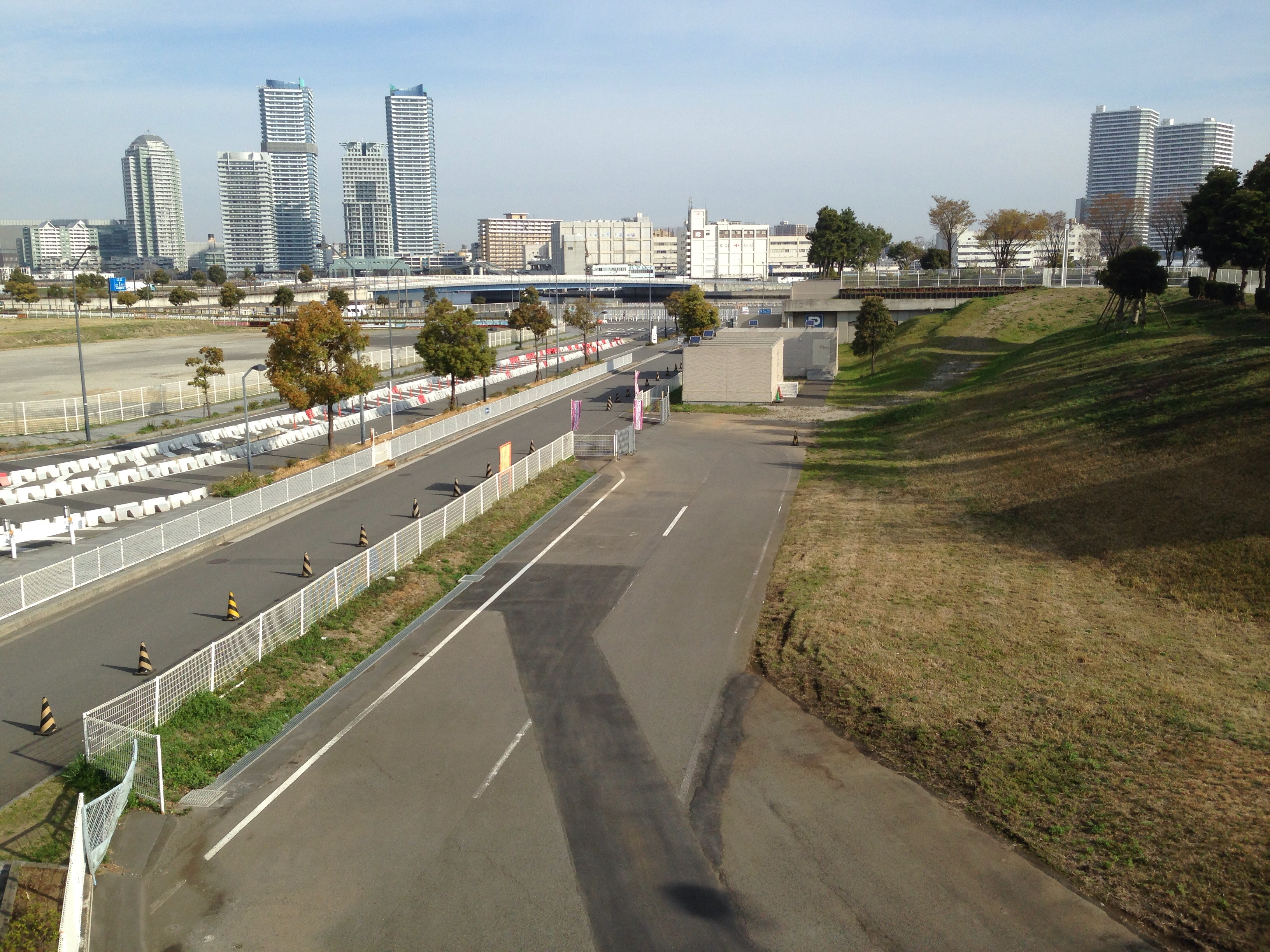
20街区手前の未整備箇所 （2014年3月29日撮影） ※20街区の開発および当公園との接続デッキは2020年に完成
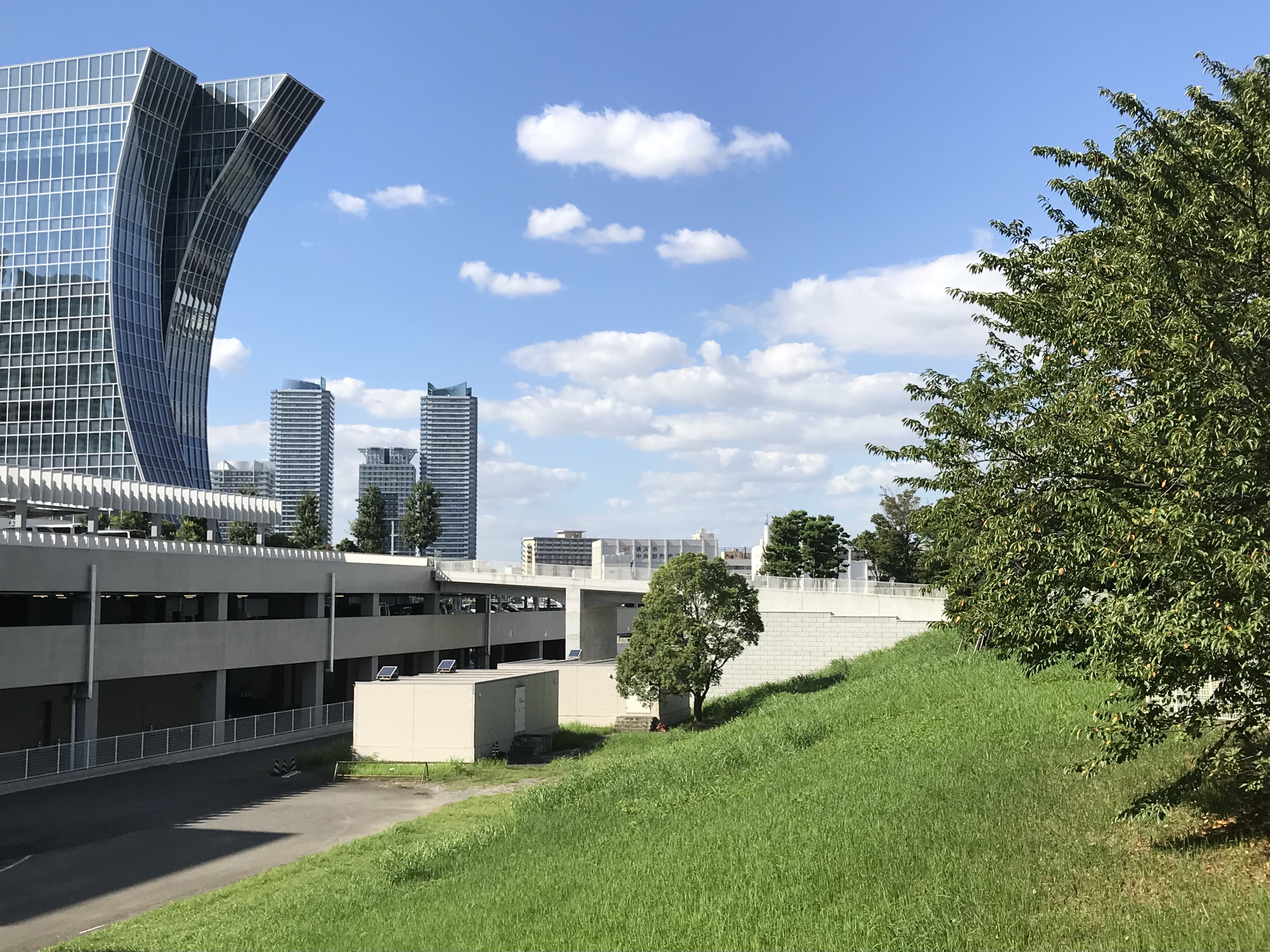
20街区開発後（2022年9月16日撮影）
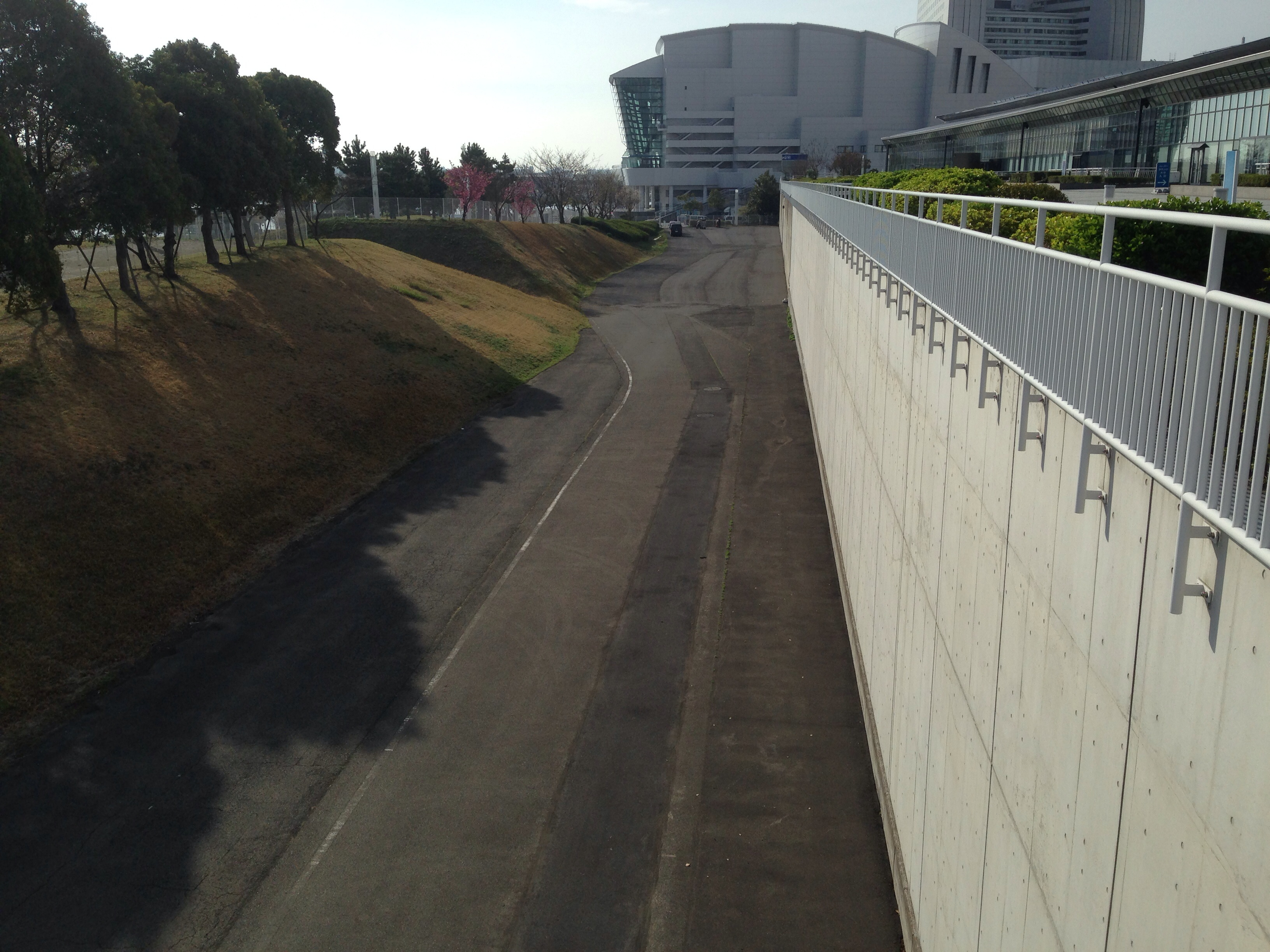
展示場隣接部の未整備箇所 （2014年3月29日撮影）